# Lista de episódios de Ragnarok: Anime
Esta é uma lista de episódios do animê Ragnarok.

| #  | Título em Português Subtítulo em Japonês             | Estréia |
| -- | ---------------------------------------------------- | ------- |
| 1  | "Por que você carrega essa espada?"                  | ASA     |
| 2  | "Prazer em conhecê-lo, irmãozão"                     | ASA     |
| 3  | "Eu acredito Nela"                                   | ASA     |
| 4  | "É este o seu Poder?"                                | ASA     |
| 5  | "O que você disse?"                                  | ASA     |
| 6  | "Eu não vou deixar que ninguém me interfira"         | ASA     |
| 7  | "Você está tentando me consolar?"                    | ASA     |
| 8  | "As pessoas deveriam respeitar mais o valor da vida" | ASA     |
| 9  | "Tudo pela verdade"                                  | ASA     |
| 10 | "É o meu irmão?"                                     | ASA     |
| 11 | "A noite só traz desespero"                          | ASA     |
| 12 | "Eu não posso fazer isso sozinho"                    | ASA     |
| 13 | "Protetor"                                           | ASA     |
| 14 | "Porque você não responde?"                          | ASA     |
| 15 | "Não se preocupem, Eu estou aqui"                    | ASA     |
| 16 | "Eu não posso salvar a todos"                        | ASA     |
| 17 | "Você não é pura"                                    | ASA     |
| 18 | "Todos já sabiam"                                    | ASA     |
| 19 | "Juntas para sempre"                                 | ASA     |
| 20 | "Já basta..."                                        | ASA     |
| 21 | "Eu preciso de você"                                 | ASA     |
| 22 | "Quem é que está sozinha?"                           | ASA     |
| 23 | "Adeus..."                                           | ASA     |
| 24 | "O lugar onde tudo chegará ao fim"                   | ASA     |
| 25 | "Aquele que descobriu o seu erro"                    | ASA     |
| 26 | "Pelo nosso futuro"                                  | ASA     |